# Jan Solovjev
Jan Solovjev (6. března 1922 Turnov – 7. února 2014 Turnov) byl český sochař, malíř a ilustrátor.

## Život
Narodil se v Turnově jako syn fotografky a ruského učitele 6. března roku 1922. Ve válečných letech 1941 až 1943 absolvoval turnovskou střední šperkařskou školu, kde se vyučil rytcem kovů. Po střední škole nastoupil na UMPRUM v Praze, kde studoval v ateliérech prof. Emila Filly a prof. Antonín Strnadela. Po roce 1948 byl krátce vězněn za tzv. protistátní činnost svého bratra. Od padesátých let 20. století žil a tvořil spolu se svou manželkou, malířkou Jaroslavou Solovjevovou v Turnově.
Zemřel v Turnově 7. února 2014 ve věku nedožitých 92 let.

## Dílo

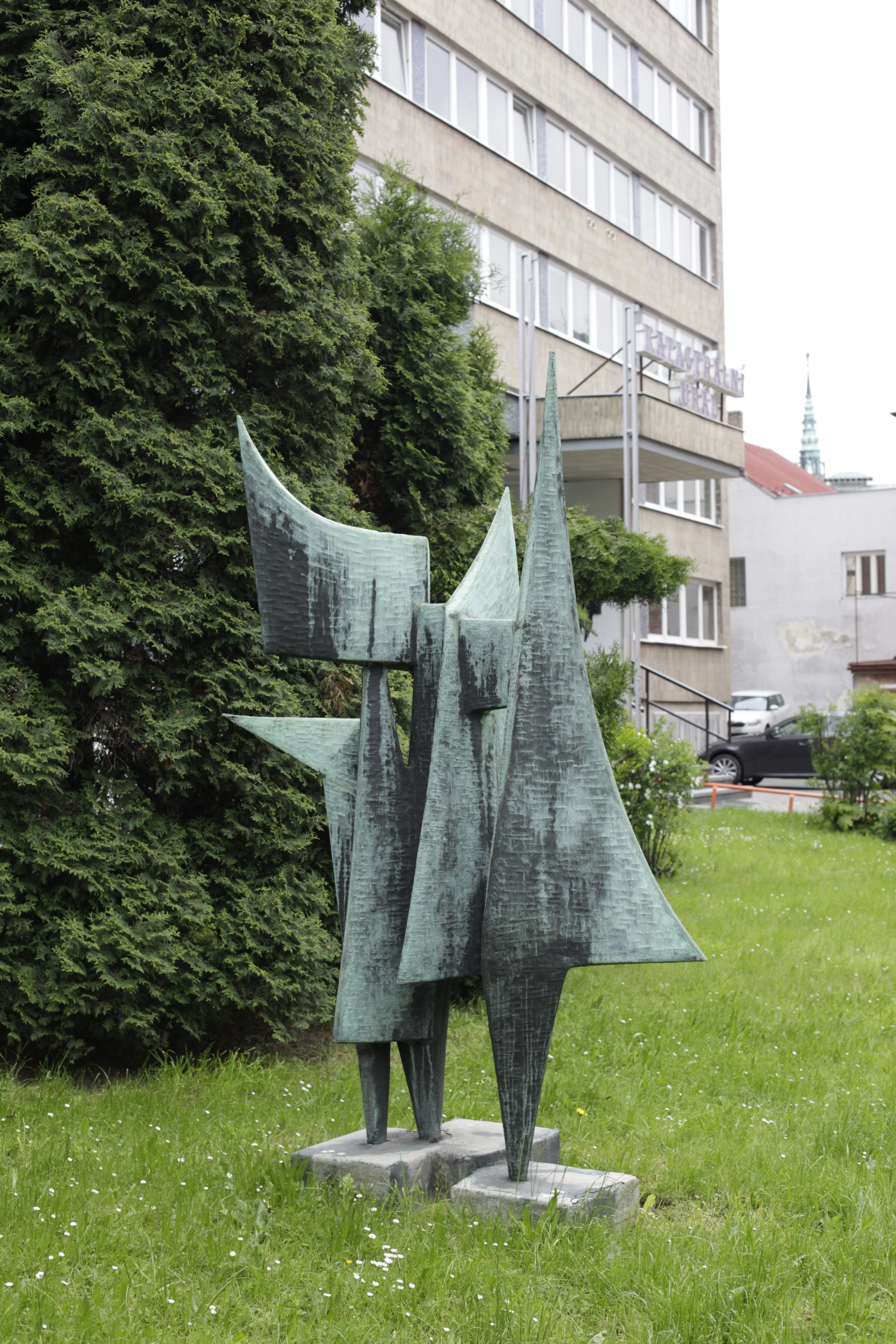
Jan Solovjev, Abstraktní plastika, měď, 1973, Rumjancevova ulice, Liberec.jpg

Jan Solovjev byl nejen sochař ale i malíř, ilustrátor a fotograf. V začátcích ilustroval dětské knihy a vytvářet popisné ilustrace ptáků, rostlin, motýlů a minerálů. V malířské tvorbě se věnoval především portrétům a krajinomalbě. Byl také autor několika knižních publikací, k nejznámějším patří Měl jsem štěstí na lidi a Okamžiky s Hrabalem. Tvořil skulptury a plastiky z kamene, měděného plechu a realizoval své sochy do veřejného prostoru a architektury.
Pro Liberec vytvořil několik abstraktních a abstrahovaných soch. Na Šaldovo náměstí umístil v roce 1965 sedící ženu v moorovském stylu, která byla později přemístěna do parku v ulici Na Rybníčku a po revoluci v roce 1989 byla zcela z veřejného prostoru Liberce odstraněna. Ve Vojtěšské ulici na Králově Háji osadil v roce 1974 abstrahované sousoší Sedící rodina, které se ve veřejném prostoru Liberce zachovalo. Abstraktní plastika umístěné před bývalým Ústavem geodézie a kartografie v Liberci, který je v současnosti Katastrálním úřadem, navazuje na jeho realizaci již zaniklé sochy na Soukenném náměstí z výstavy Socha a město Liberec z roku 1969. Zcela abstraktní plastika, vytvořená technikou tepané a svařované mědi, mluví tzv. bruselským jazykem. Solovjevovu sochu před Katastrálním úřadem může divák vnímat, jako prostorovou kompozici kombinující tvary konstrukcí, stožárů, vlajek a plachet. Abstraktní plastika odkazuje k dávné lodní dopravě, pro které byla kartografie, před jejímž úřadem byla socha postavena, životně důležitá.
Jan Solovjev se svojí organickou abstraktní tvorbou ze 60. a 70. let nejvíce přiblížil produkci svým slavnějším souputníkům – sochařům Valeriánovi Karouškovi a Jiřímu Novákovi, kteří rovněž prezentovali svoji tvorbu na výstavě Socha a město Liberec.

### Sochy ve veřejném prostoru
- Abstraktní plastika, 1973, tepaná a svařovaná měď, Rumjancevova ulice, Staré město, Liberec
- Sedící rodina, 1974, kov, Dvorská ulice, Vojtěšská ulice, sídliště Králův Háj, Kristiánov, Liberec
- Hrající si medvíďata, 1983, pískovec, Jiráskova ulice, Nový Bor
- Ryby, 1978, kámen, Osvoboditelů 1035/22, obchodní areál Centrum, Lovosice

## Galerie

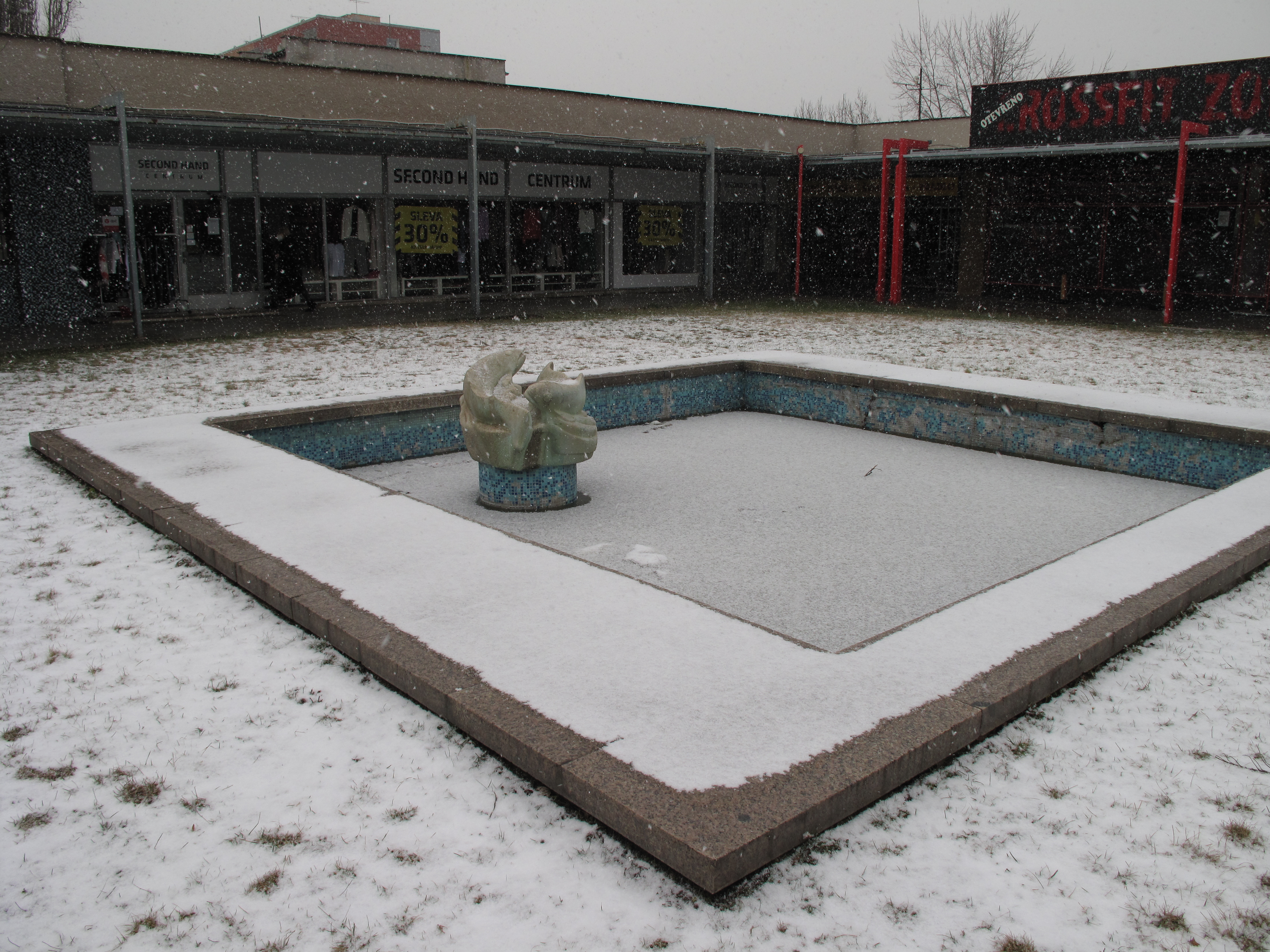
Ryby ve fontáně obchodního parteru na třídě Osvoboditelů v Lovosicích, 1978
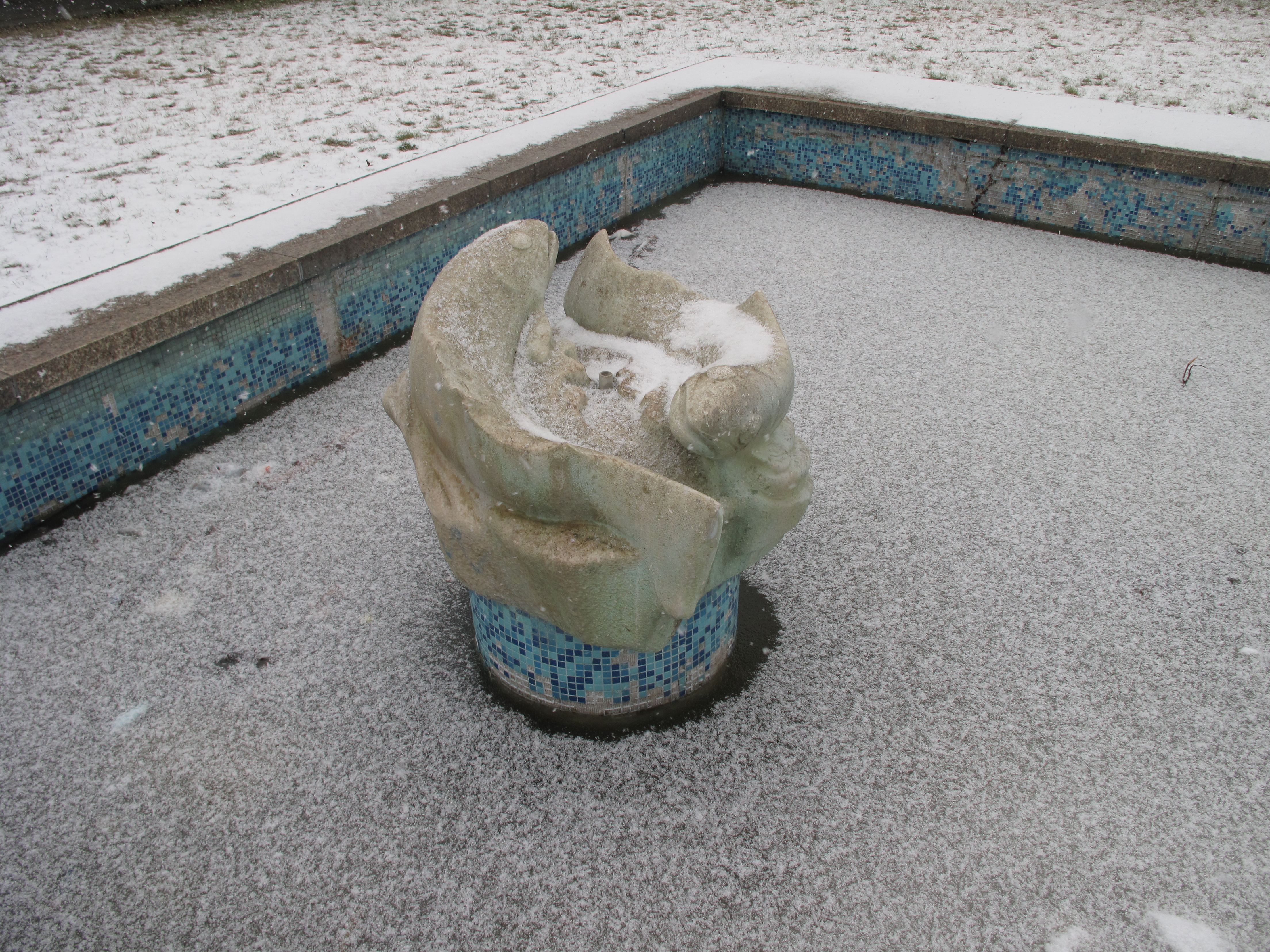
Ryby, detail
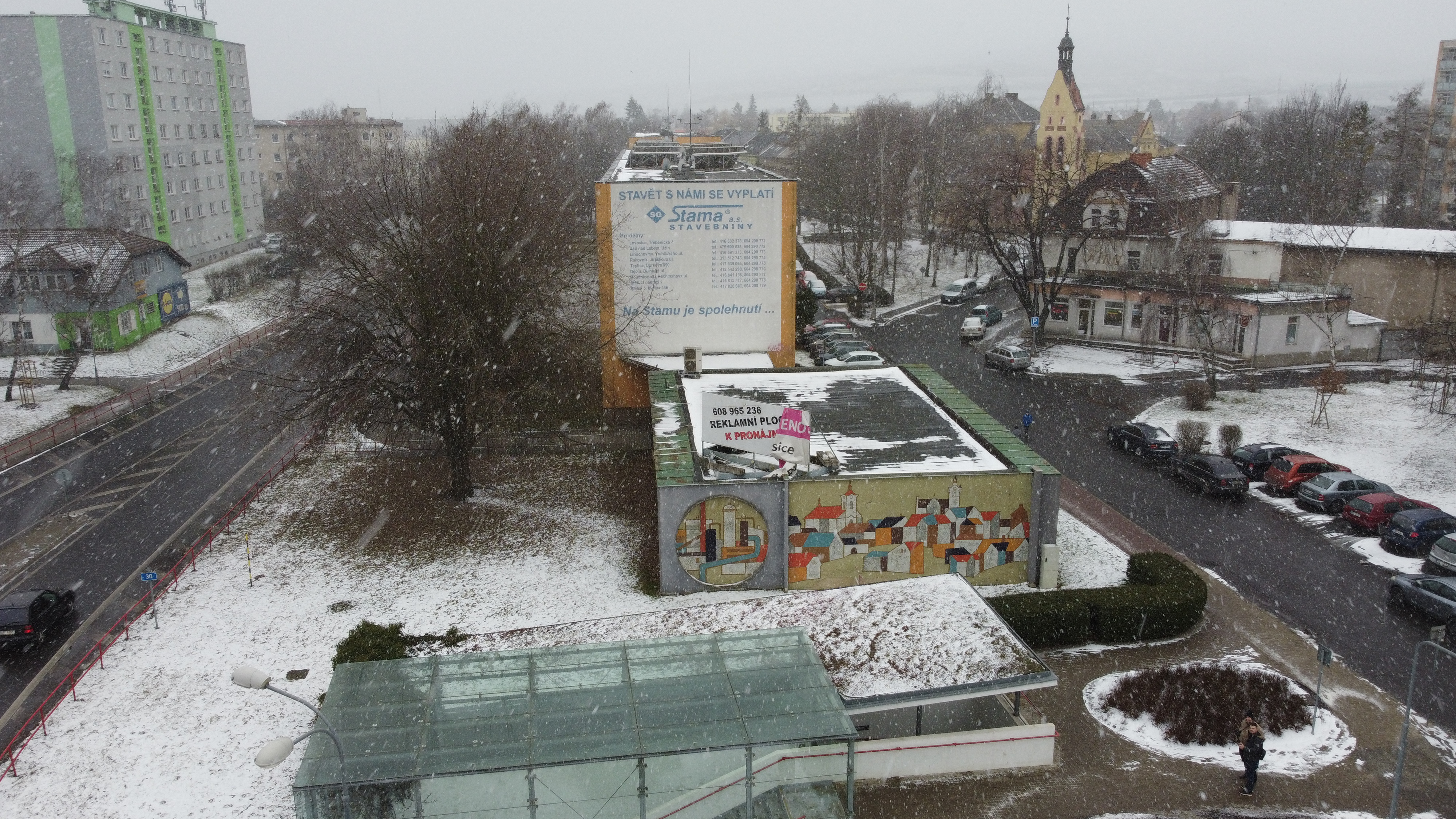
Mozaika v ulici K. Maličkého v Lovosicích, 1974
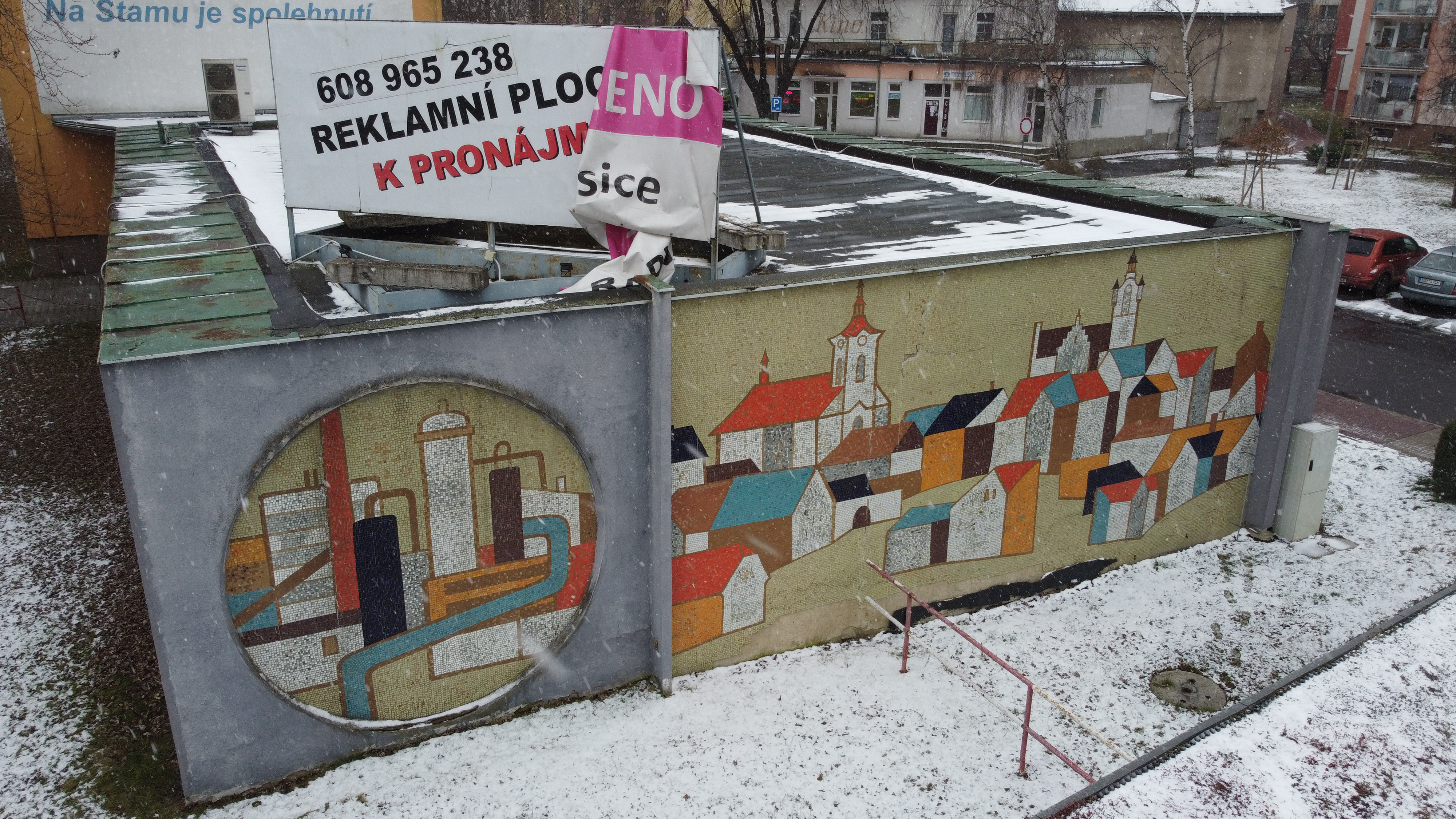
Mozaika v Lovosicích, detail